# Vojtěch Přeučil
Vojtěch Přeučil (* 19. září 1990) je český fotbalový útočník, který momentálně působí v klubu FK Baník Sokolov

## Kariéra
Odchovanec FK Dukla Praha se v roce 2010 dostal do 1. týmu, se kterým tento hráč postoupil do nejvyšší soutěže. Zde ale v prvním půlroce nedostal příležitost a odešel hostovat do FC MAS Táborsko. Další sezonu však odehrál opět ve svém mateřském týmu. Odehrál 25 zápasů a připsal si tři branky. Před sezonou 2013/14 přestoupil do týmu FC Vysočina Jihlava. V létě 2014 zamířil na testy do polského celku Piast Gliwice.